# Torre della Zecca
La torre della Zecca chiudeva le mura di Firenze verso l'Arno a est, e costituiva, di fatto, una delle "torri terminali" del perimetro murario cittadino. Prima dell'edificazione, nelle immediate vicinanze, dei mulini della zecca, la struttura era indicata come torre della notomia, o torre dell'osservazione. Ai primi del Cinquecento, l'edificio era anche conosciuto come torre di San Francesco, data la vicinanza dell'omonimo convento e ospedale.
Oggi la torre si trova isolata in mezzo a uno svincolo stradale dei viali di Circonvallazione in piazza Piave, vicino al lungarno della Zecca Vecchia.

## Storia

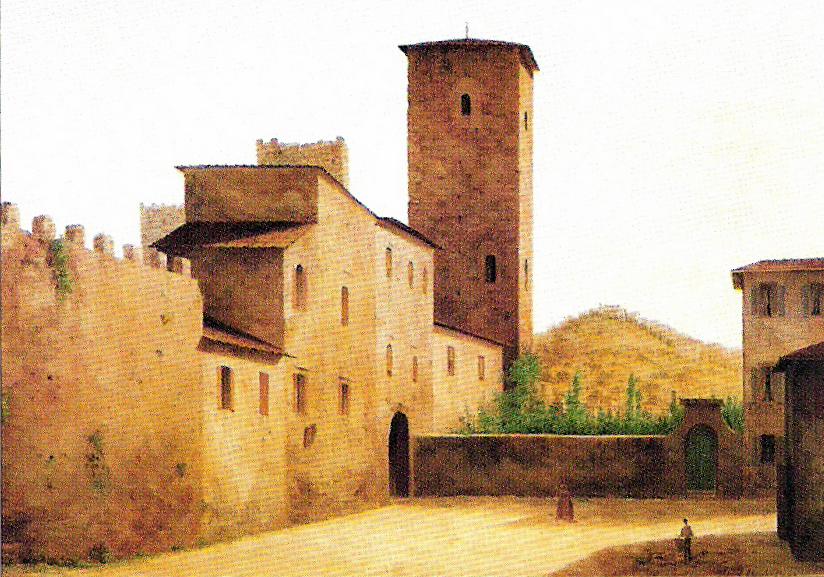
La torre prima della demolizione delle mura, dipinta da Fabio Borbottoni nell'Ottocento

La torre fu eretta a protezione del mai eseguito ponte Reale (progettato negli anni precedenti alla disastrosa alluvione del 1333, e così intitolato in onore di Roberto d'Angiò) e a difesa della parte della cerchia di mura che insisteva in questo tratto, a costituirne il termine sull'Arno. In origine, la torre doveva essere posta proprio sull'argine del fiume, come testimoniato anche dalla quattrocentesca mappa della Catena, dalla cinquecentesca pianta del Buonsignori e dall'ottocentesco catasto generale lorenese.
In età laurenziana, la torre della notomia costituiva, insieme all'adiacente torre della giustizia, una delle due torri della munizione della Repubblica Fiorentina. L'arsenale ospitava armi, attrezzi, ma soprattutto esplosivi: la polvere da sparo era depositata nella stanza più alta, mentre l'umidità dei sotterranei concorreva alla conservazione del salnitro. Fra il 1495 ed il 1498, i magazzini vennero ulteriormente ampliati con l'aggiunta di una rimessa per le artiglierie e di una fonderia pubblica. Questo intero, articolato complesso formava la cosiddetta cittadella vecchia, quell'arce notomiae che sbarrava, insieme alla pescaia di San Niccolò, il passaggio sul fiume.
Nel 1526, l'ingegnere militare spagnolo Pietro Navarro propose che la torre "si abbasse et ingrossasse", come riportato anche da Niccolò Machiavelli in una sua relazione sullo stato delle fortificazioni della città. Nel 1532, scapitozzata, fu incorporata su progetto di Antonio da Sangallo il Giovane nel baluardo di Mongibello, un bastione a sua volta collegato a gore, mulini e ad altri edifici che formavano in questa zona un tipico agglomerato. Tale progetto era stato voluto dal nuovo duca, Alessandro de' Medici, per migliorare le difese della capitale, dopo il rischioso episodio dell'assedio di Firenze.

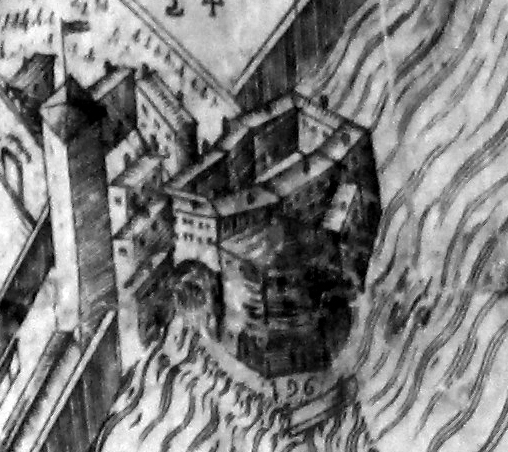
La torre, con accanto il complesso della zecca nuova, nella pianta del Buonsignori

Con l'arsenale trasferito nella fortezza da Basso, nella seconda metà del Cinquecento la torre rimase a protezione dei vicini mulini della zecca nuova, da poco aperti, e dai quali finì per prendere il nome. Fino ad allora, l'officina era stata sita nei pressi di Palazzo Vecchio, più precisamente sotto la loggia della Signoria, lì dove i magli del conio potevano essere azionati dall'acqua del torrente Scheraggio, che correva lungo via della Ninna.
Verso la fine del Settecento, l'architetto Gaspare Paoletti realizzò sulla sommità della torre un complesso sistema idrico che alimentava le fontane dei giardini di villa La Mattonaia, raccogliendo le acque del fiume e convogliandole in una lunga tubatura dislocata sulle antiche mura.
Nel corso dei lavori di ingrandimento della città di Firenze, progettati da Giuseppe Poggi, la torre fu isolata e posta a traguardo dei viali di Circonvallazione, mentre nella zona venivano condotti numerosi espropri sulla base delle perizie redatte da Felice Francolini nel 1868. Nel 1901, la torre appariva nell'elenco redatto dalla Direzione Generale delle Antichità e Belle Arti, venendo indicata quale edificio monumentale da considerare patrimonio artistico nazionale.
La presenza  della Zecca fiorentina nei sotterranei della torre, fece diffondere la diceria che le monete potessero essere come dei semi e far crescere degli alberelli carichi di fiorini o zecchini, meglio  se d'oro come quelli di Pinocchio. Questo luogo viene identificato come il secondo Campo dei Miracoli, dopo quello a Villa Gerini a Sesto Fiorentino. La descrizione che fa Carlo Lorenzini Collodi del luogo fuori la città degli Acchiappacitrulli, corrisponde con il Lungarno della Zecca Vecchia, un fossato lungo le mura dal quale prendere l'acqua per bagnare i famosi zecchini d'oro. Nel capitolo XVIII  si legge infatti: "Detto fatto traversarono la città, e, usciti fuori delle mura, si fermarono in un campo solitario che, su per giù, somigliava a tutti gli altri campi".
Alla metà del Novecento, alcuni ambienti furono occupati da un circolo ricreativo per alcuni anni.

## Descrizione

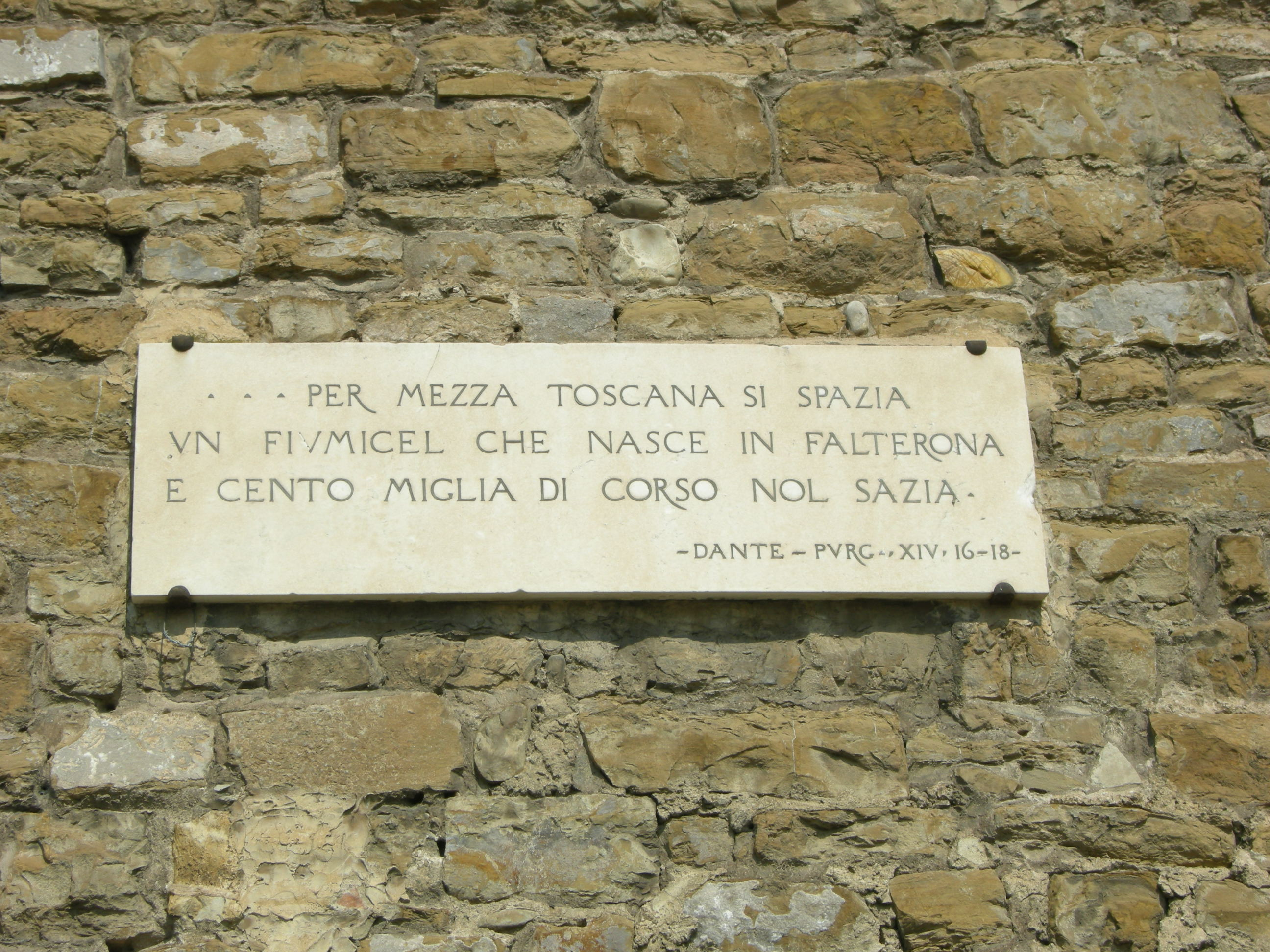
La lapide dantesca

All'esterno la torre si presenta semplice e massiccia, con alcune piccole feritoie, e priva del coronamento merlato. Sul lato che guarda alla città è la porta d'accesso, con al lato un portabandiera in ferro di fattura novecentesca, mentre sul lato che prospetta verso l'Arno è posta una targa con alcuni versi di Dante dedicati al fiume. 
un fiumicel che nasce in Falterona, /
e cento miglia di corso nol sazia.»
(Pg XIV, 16-18)
Rimosso da tempo il tetto cinquecentesco, l'ultimo piano dell'edificio presenta un'ampia terrazza, dalla quale si gode il panorama dell'intera città.
All'interno sono presenti ambienti voltati, connessi da strette scale in pietra, un tempo ad uso dei custodi dell'arsenale. Nei piani sotterranei si dipartono stretti corridoi fognari, anch'essi coperti da volte, uno dei quali passerebbe, secondo la tradizione, sotto il fiume, consentendo di raggiungere la sponda opposta. Del vecchio circolo ricreativo resta un bancone in pietra abbandonato.
La torre, restaurata fra il 2013 ed il 2016, è oggi aperta al pubblico.